# Пикник у Висячей скалы (телесериал)
«Пикник у Висячей скалы» (англ. Picnic at Hanging Rock) — австралийский телесериал-адаптация одноимённого романа Джоан Линдси, премьера которого состоялась на австралийском телеканале Showcase. Сериал был также приобретён BBC в Великобритании, Canal+ во Франции и Amazon Video в США.

## Сюжет
Группа девушек-школьниц мистическим образом пропадает во время пикника на Висячей скале.

## В ролях
- Натали Дормер — миссис Эппльярд
- Лола Бессис — Диана де Пуатье
- Яэль Стоун — Дора Ламлэй
- Харрисон Гилбертсон — Майкл Фитцхьюберт
- Анна Макгахэн — Грета Маккрэй
- Сибилла Бад — миссис Валанж
- Лили Салливан — Миранда
- Мэделин Мэдден — Мэрион
- Самара Уивинг — Ирма
- Руби Рис — Эдит
- Инес Курро — Сара